# Gilda Club
Il Gilda Club era una discoteca nata a Roma nel 1987 sulle ceneri del night club anni '70 il Gattopardo, in Via Mario dei Fiori, 97 a poca distanza dalla famosa scalinata di Piazza di Spagna. Dopo essere stato uno dei locali notturni più longevi della capitale (insieme al Piper di Via Tagliamento e al Jackie’ O di Via Boncompagni) e dopo avere costituito per anni il punto di riferimento della Roma by Night, è stata chiusa nel 2017.

## Storia
Il proprietario Giancarlo Bornigia, già inventore del Piper Club, affiancato dalla moglie Lucia e dai suoi figli, inaugura il locale inserendo inizialmente una band dal vivo: I ladri di Biciclette di Paolo Belli e il dj Claudio Casalini, le PR vengono affidate a Billy Bilancia. Il nome si ispira al famoso film Gilda con Rita Hayworth del 1946. Infatti la cartolina della festa inaugurale, riporta il volto della famosa attrice americana.
L'architetto Puro Purini ha curato l'allestimento architettonico del locale, con quadri naif alle pareti, ispirati al pittore Henri Rousseau e divani colorati.
Nel secondo anno Bornigia, decide di eliminare la musica dal vivo e trasforma il club in una discoteca, creando una consolle a forma di nuvola nello stage del locale e chiama il dj Corrado Rizza, che rimane in consolle fino al 1991, collaborando negli anni con Claudio Casalini e Luigi Guida, alle PR arrivano Laura Melidoni, Alessandra Del Drago, Paola Lucidi e Raffaele Curi. In quegli anni al Gilda ha ballato tutto il jet set romano e internazionale. 
Come già a "Il Gattopardo" dove dal 7 al 9 luglio 1969 tenne tre concerti dal vivo Sylvie Vartan, anche al "Gilda" si sono esibiti cantanti famosi: David Bowie, i Duran Duran, gli Spandau Ballet, Al Jarreau, Liza Minelli, Rod Stewart, James Brown, il Principe Alberto di Monaco, Alberto Sordi, Vittorio Gassman, Alberto Moravia, Francesco Nuti, Francesco Totti, Simona Ventura, Gigi Proietti, Jovanotti, Fiorello, Nino Manfredi, Gianni De Michelis, Ornella Muti, Valeria Marini, Alba Parietti, Quincy Jones, e tantissimi altri personaggi dello spettacolo, dello sport, della politica e della nobiltà romana.
Successivamente il locale vede l'arrivo di molti altri dj: Paolo Pompei, Walter Paoli, Marco Trani, Maurizio Baiocchi, ecc e di altri noti PR come: Benedetta Lignani, Angelo "Ciccio" Nizzo,  Magda Serafini, Antonella Martini e molti altri.
Secondo la stampa giapponese una delle prime serate Karaoke in un locale italiano è stata fatta nel 1988 al Gilda di Roma.

## Serate speciali
Al Gilda alla fine degli anni '80, Le Sorelle Fendi hanno festeggiato il loro marchio con una festa, che è durata tre sere di seguito, con tanti ospiti internazionali ed un corpo di ballo arrivato per l'occasione da Ibiza.
Per molti anni al Gilda si è festeggiata la finale degli Internazionali di Tennis a Roma con l'arrivo di una torta gigante nel gran finale di serata a forma di campo da tennis, che il vincitore del torneo tagliava davanti ai tantissimi invitati.
Nel 1990 al Gilda si sono festeggiati i Mondiali di Calcio in Italia, con una grande festa alla quale hanno partecipato molti calciatori, tra cui Maradona, Pelé e Falcao, con il supporto mediatico di Telemontecarlo.
Marina Ripa Di Meana ha celebrato al Gilda la famosa festa per presentare il suo libro La più bella del reame, dondolando in pista su un’altalena.

## Nel cinema
Al Gilda è stato girato La più bella del reame di Cesare Ferrario con Carol Alt.

## In letteratura
Il Gilda Club viene citato più volte dallo scrittore e regista italiano Federico Moccia nel suo celebre romanzo Tre metri sopra il cielo, ambientato nella Roma degli Anni 80 e successo editoriale del 1992.